# Lost Angels (dal)
A Lost Angels Gackt japán énekes kislemeze, mely 2009. június 24-én jelent meg az Dears kiadónál. A kislemez egy négy kislemezből álló projekt harmadik darabja, visszaszámlálásként Gackt tízéves szólókarrierjének évfordulójára. A dal 2009. június 29-től október 2-ig a Nippon TV Information Live Miyaneya (情報ライブ ミヤネ屋; Dzsóhó raibu Mijaneja; Hepburn: Jōhō raibu Miyaneya) című programjának záródala volt.

## Számlista
| #  | Cím                        | Hossz |
| -- | -------------------------- | ----- |
| 1. | Lost Angels                |       |
| 2. | No Reason                  |       |
| 3. | Suddenly                   |       |
| 4. | Lost Angels (instrumental) |       |
| 5. | No Reason (instrumental)   |       |
| 6. | Suddenly (instrumental)    |       |

## Slágerlista-helyezések
| Slágerlista (2009)              | Legmagasabb helyezés |
| ------------------------------- | -------------------- |
| Oricon heti kislemezlista       | 5                    |
| Billboard Japan Hot 100         | 50                   |
| Billboard Japan Top Independent | 1                    |